# Akie Abe
Akie Abe (japansk: 安倍昭恵 Abe Akie,  født 10. juni 1962) var hustru til Japans tildligere premierminister Shinzo Abe og tidligere førstedame af Japan.
Efter hendes uddannelse på en katolsk skole og et katolsk universitet fik hun arbejde hos Dentsu. Her arbejdede hun indtil 1987, hvor hun giftede sig med Shinzo Abe. 
Hun stammer fra en rig familie og hendes far var tidligere formand for bestyrelsen i Morinaga & Company, et af Japans største slikfirmaer.